# Goyoppia sexpilosa
Goyoppia sexpilosa är en kvalsterart som först beskrevs av Balogh 1961.  Goyoppia sexpilosa ingår i släktet Goyoppia och familjen Oppiidae. Inga underarter finns listade i Catalogue of Life.